# Avenged Sevenfold (álbum)
Avenged Sevenfold (também conhecido como The White Album ou Self Titled) é o auto-intitulado quarto álbum de estúdio da banda americana de heavy metal Avenged Sevenfold, lançado em 30 de outubro de 2007, através da editora discográfica Warner Bros Records. O álbum, originalmente previsto para 16 de outubro do mesmo ano, foi adiada por duas semanas, a fim de proporcionar mais tempo para completar o material bônus e a produção do disco, incluindo o making of do vídeo musical animado para a canção "A Little Piece of Heaven".
O álbum estreou na quarta posição da tabela musical americana Billboard 200.. Em 23 de setembro de 2008, o álbum foi certificado Ouro pela RIAA. O álbum também foi lançado como um vinil. A banda promoveu o álbum com uma turnê, começando um dia antes do lançamento do disco e que termina em 2009. Avenged Sevenfold é o último álbum de estúdio produzido pela banda, antes da morte do baterista The Rev em 2009, no qual o mesmo tem participação ativa nos vocais de apoio.
| Críticas profissionais                                                      | Críticas profissionais |
| Avaliações da crítica                                                       | Avaliações da crítica  |
| Fonte                                                                       | Avaliação              |
| --------------------------------------------------------------------------- | ---------------------- |
| allmusic                                                                    | [ 3 ]                  |
| The A.V. Club                                                               | (B)                    |
| Berontak Zine                                                               | [ 5 ]                  |
| Billboard Magazine                                                          | (Positivo)             |
| IGN                                                                         | (7.9/10)               |
| PopMatters                                                                  | (2/10)                 |
| Rocklouder                                                                  | [ 9 ]                  |
| Rolling Stone                                                               | [ 10 ]                 |
| Esta tabela precisa de ser acompanhada por texto em prosa. Consulte o guia. |                        |

## Faixas
| Avenged Sevenfold |                            |                                          |         |  |
| N.º               | Título                     | Compositor(es)                           | Duração |  |
| 1.                | "Critical Acclaim"         | M. Shadows, The Rev, Synyster Gates      | 5:52    |  |
| 2.                | "Almost Easy"              | The Rev                                  | 3:55    |  |
| 3.                | "Scream"                   | Shadows                                  | 4:51    |  |
| 4.                | "Afterlife"                | The Rev                                  |         |  |
| 5.                | "Gunslinger"               | Gates, Shadows, The Rev                  | 4:14    |  |
| 6.                | "Unbound (The Wild Ride)"  | The Rev, Shadows                         | 5:14    |  |
| 7.                | "Brompton Cocktail"        | The Rev                                  | 4:15    |  |
| 8.                | "Lost"                     | The Rev, Gates, Zacky Vengeance, Shadows | 5:02    |  |
| 9.                | "A Little Piece of Heaven" | The Rev                                  | 8:02    |  |
| 10.               | "Dear God"                 | Gates, Johnny Christ, Shadows            | 6:34    |  |
| Duração total:    | Duração total:             | Duração total:                           | 53:03   |  |

### Paradas de vendas
| País/Parada (2007)             | Melhor posição |
| ------------------------------ | -------------- |
| Estados Unidos - Billboard 200 | 4              |

## Créditos
Avenged Sevenfold
- M. Shadows - Vocal, Órgão
- Synyster Gates - Guitarra solo, violão e vocal de apoio
- Zacky Vengeance - Guitarra rítmica, violão e vocal de apoio
- Johnny Christ - Baixo elétrico, vocal de apoio
- The Rev - Bateria, percussão, vocal de apoio